# 耶馬日田英彥山國定公園
耶馬日田英彥山國定公園（日语：耶馬日田英彦山国定公園）是一位在日本大分縣、福岡縣、熊本縣的國定公園。1950年7月29日指定，指定區域包括耶馬溪、日田盆地界隈及英彥山。

## 概要
1950年7月，與佐渡彌彥國定公園（現佐渡彌彥米山國定公園）、琵琶湖國定公園同時指定，是日本最初指定的國定公園之一。

## 主要景點
- 耶馬溪
  - 本耶馬溪
    - 青之洞門
    - 耶馬溪橋（日语：耶馬渓橋）

  - 深耶馬溪
  - 裏耶馬溪
  - 奧耶馬溪
- 筑紫山地（日语：筑紫山地）
  - 英彥山
  - 求菩提山（日语：求菩提山）
- 日田周邊
  - 日田盆地
  - 萬年山（日语：万年山）

## 外部連結
- （日語）耶馬日田英彥山國定公園